# René-Ovide Hertel de Rouville
Pour les articles homonymes, voir Hertel de Rouville.
René-Ovide Hertel de Rouville, né le 6 septembre 1720 à Port-Toulouse sur l'Île Royale (Île du Cap-Breton) en Acadie et mort le 12 août 1792 à Montréal, est un lieutenant général civil et criminel, directeur des forges du Saint-Maurice et juge à la Cour des plaids-communs de Montréal.

## Biographie
René-Ovide Hertel de Rouville est le fils de l'officier canadien Jean-Baptiste Hertel de Rouville, plusieurs fois vainqueur des Anglais et le frère cadet de l'officier Jean-Baptiste-François Hertel de Rouville. Il est également le neveu de l'officier Claude Hertel de Beaulac.
Il suit des cours de droit de Louis-Guillaume Verrier, procureur général du Conseil supérieur de la Nouvelle-France.
Il se marie le 12 octobre 1741 à Québec avec Louise-Catherine André de Leigne (1709–1766) ; ils auront cinq enfants, dont le benjamin, Jean-Baptiste-Melchior Hertel de Rouville (1748–1817), deviendra une personnalité politique du Bas-Canada. Devenu veuf en 1766, il se remarie l'année suivante, le 5 février 1767, avec Charlotte-Gabrielle Jarret de Verchères (1735–1808).
Son beau-père, Pierre André de Leigne, conseiller du roi et lieutenant général civil et criminel de la Prévôté de Québec, lui permet d'obtenir le 1er avril 1745 le poste de lieutenant général civil et criminel de la juridiction royale de Trois-Rivières. Il fait bonne impression au nouveau gouverneur britannique, James Murray et est nommé grand voyer du district de Montréal. Par la suite, le nouvel administrateur, Guy Carleton, lui octroie une commission de gardien de la paix et commissaire pour le district de Montréal.
En 1750, il est nommé à la tête des forges du Saint-Maurice, entreprise dont il s'occupait depuis quelques années sur le plan juridique et social.
Après la bataille des plaines d'Abraham de 1759, il part pour la France, mais en 1763, il va retrouver sa famille à Trois-Rivières.
En 1774, René-Ovide Hertel de Rouville est l'un des deux premiers juges canadiens-français nommés sous le Régime britannique, au moment de l'Acte de Québec.
Contrairement à son père, héros canadien contre l'ennemi britannique, René-Ovide affiche sa loyauté envers la Couronne britannique en collaborant avec le nouveau régime. Il muselle toute opposition à l'occupation du Canada par les Britanniques. Il fait incarcérer l'imprimeur Fleury Mesplet, le journaliste Valentin Jautard et le pamphlétaire Pierre du Calvet. Il intervient aussi dans l'emprisonnement de Pierre de Sales Laterrière.
Peu apprécié de ses concitoyens, il meurt le 12 août 1792 dans l'indifférence générale.